# Munderich
Munderich (* um 500; † 532/533) war möglicherweise ein Sohn des rheinfränkischen Königs Chloderich und mit dem merowingischen Königshaus verwandt.

## Leben
Um 532 erhob er Anspruch auf den Königstitel und sammelte eine Gefolgschaft um sich. König Theuderich I. von Austrasien ging zum Schein auf Munderichs Forderungen ein und lud ihn zu einer Besprechung ein. Munderich vermutete zu Recht eine Falle und weigerte sich zu kommen, worauf Theuderich I. sein Heer rüstete. Munderich zog sich in den befestigten Ort castrum victoriacum (möglicherweise Vitry-en-Perthois oder Vitry-le-François) zurück, wo er von Theuderich I. eine Woche lang ergebnislos belagert wurde. Theuderich I. schickte seinen Höfling Aregyselus als Unterhändler in die Stadt, um Munderich durch falsche Versprechungen zur Aufgabe zu bewegen. Da die Lebensmittel in der belagerten Stadt kaum noch ausreichten, um den Kampf weiterzuführen, willigte Munderich in seine Unterwerfung ein und verließ mit Aregyselus die Stadt. Auf ein Zeichen Aregyselus' stürmten die Austrasier vor. Munderich tötete noch den Verräter, bevor er selbst der Übermacht erlag und fiel.
An der Historizität der nur von Gregor von Tours geschilderten Episode wird auch in der modernen Forschung nicht gezweifelt. In der merowingischen Vita Gundulfi werden zudem Kinder Munderichs erwähnt, obwohl Gregor davon nichts berichtet. Eines dieser Kinder ist eventuell Gundulfus gewesen, ein Großonkel Gregors.